# Godless Savage Garden
Godless Savage Garden es un álbum recopilatorio de la banda noruega de black metal sinfónico, Dimmu Borgir. Fue publicado en 1998 por Nuclear Blast y relanzado el 3 de octubre de 2006 con dos bonus tracks.
Las primeras cuatro canciones fueron grabadas durante las sesiones de Enthrone Darkness Triumphant.
Este es el último álbum con el teclista Stian Aarstad y el primero con el guitarrista Astennu y el teclista Mustis.

## Lista de canciones
| N.º | Título | Duración |  |
| 1.  | «Moonchild Domain» | 5:24     |  |
| 2.  | «Hunnerkongens Sorgsvarte Ferd Over Steppene» (The King of the Huns' Sorrowful Black Journey over the Plains - regrabación) | 3:05     |  |
| 3.  | «Chaos Without Prophecy» | 7:09     |  |
| 4.  | «Raabjørn Speiler Draugheimens Skodde» (Raabjørn Reflects the Mist of Draugheimen - regrabación)                            | 5:03     |  |
| 5.  | «Metal Heart (cover de Accept)»                                                                                             | 4:40     |  |
| 6.  | «Stormblåst (en vivo)» (Stormblown)                                                                                         | 5:09     |  |
| 7.  | «Master of Disharmony (en vivo)»                                                                                            | 4:27     |  |
| 8.  | «In Death's Embrace (en vivo)»                                                                                              | 6:15     |  |
| 9.  | «Spellbound (By the Devil) (en vivo)» (bonus track)                                                                         | 4:45     |  |
| 10. | «Mourning Palace (en vivo)» (bonus track)                                                                                   | 5:57     |  |

## Créditos
- Shagrath – voz, guitarra en las canciones 2, 4
- Erkekjetter Silenoz – guitarra
- Tjodalv – batería
- Nagash – bajo, coros
- Astennu – guitarra en las canciones 1, 3, 5–8
- Stian Aarstad - teclados en las canciones 1–5
- Mustis - teclados en las canciones 6–8

- Datos: Q1753293